# 加文·巴維爾
加文·巴維爾男爵（1972年1月23日—）是一位英格蘭政治人物，他的黨籍是保守黨。

## 生平
在1993年至2010年，他曾在保守黨總部工作。自2010年開始，他擔任中克羅伊登選區選出的英國下議院議員。2017年獲委任為樞密院顧問官，但於同年大選中落敗而失去議席。隨後時任首相文翠珊安排他改任唐寧街幕僚長至2019年前者辭職為止。2019年獲文翠珊辭職時向女王提議冊封為終身貴族，晉身上議院，封地為他從前服務的倫敦克羅伊登。